# Dybuk (dramat)

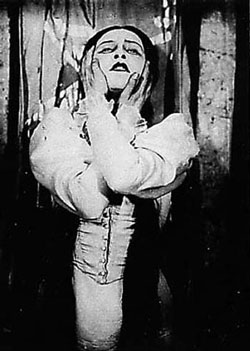
Chana Rowina jako Lea w Dybuku (lata dwudzieste XX wieku)

Dybuk (pełny tytuł Dybuk, czyli Na pograniczu dwóch światów, jid. ‏דער דיבוק אָדער צווישן צוויי וועלטן‎, Der dibek oder cwiszn cwej weltn) – dramat Szymona An-skiego, nazwany przez samego autora legendą dramatyczną.

## Historia
Pierwsza wersja sztuki powstała w języku rosyjskim w roku 1914 i została przetłumaczona przez An-skiego na jidysz jako Cwiszn cwej weltn. W 1915 rosyjska wersja sztuki została, po dokonaniu drobnych zmian, zaaprobowana przez cenzurę. Rok później, pod wpływem sugestii przyjaciół i artystów teatru, An-ski przerobił sztukę (m.in. dodał postać Meszulacha, co doradził mu Konstanty Stanisławski).
W 1918 na łamach moskiewskiego pisma „Ha-tkufa” (hebr. ‏התקופה‎, „Era”) opublikowano hebrajskie tłumaczenie Dybuka autorstwa Chaima Nachmana Bialika. W 1919 w Wilnie ukazała się drukiem jidyszowa wersja Dybuka, zmodyfikowana nieco przez An-skiego po tym, jak autorowi zaginął pierwowzór dzieła i musiał on napisać je na nowo, wspomagając się hebrajskim tekstem Bialika.
W listopadzie 1920 An-ski zaprezentował Dybuka gronu zaprzyjaźnionych znawców literatury i ludzi teatru (m.in. Icchakowi Kacenelsonowi i aktorowi Abrahamowi Morewskiemu). Dramat spotkał się wówczas z negatywną oceną, co przyczyniło się do gwałtownego pogorszenia się stanu zdrowia An-skiego i jego śmierci. Na pogrzebie pisarza artyści obiecali wystawienie Dybuka w ciągu miesiąca (szeloszim). W grudniu 1920 w Warszawie odbyła się światowa prapremiera dramatu, a rola cadyka z Miropola okazała się najbardziej znaczącą w karierze wcześniej sceptycznie nastawionego Abrahama Morewskiego.
31 stycznia 1922 żydowski teatr Habima (podlegający jeszcze wówczas Moskiewskiemu Teatrowi Artystycznemu Stanisławskiego) wystawił Dybuka po hebrajsku w reżyserii Jewgienija Wachtangowa. Sześć lat później, już w Tel Awiwie, Habima świętowała 600. przedstawienie dramatu.
W 1922 ukazały się drukiem dwa różne przekłady Dybuka z jidysz na polski: Maksymiliana Korena (Lwów) oraz J. Joelona i J. Rottersmana (Kraków).
Dramat Dybuk, będący jednym z najsłynniejszych utworów w języku jidysz, do dziś gości na scenach nie tylko żydowskich teatrów. W 1927 pionier Wielkiej Reformy Teatru, Max Reinhardt, wystawił sztukę w języku niemieckim. W 1937 roku Michał Waszyński zrealizował film pod tytułem Dybuk, uważany za największe dzieło kinematografii żydowskiej w międzywojennej Polsce. W 1988 roku Andrzej Wajda wyreżyserował w krakowskim Starym Teatrze polskojęzyczną wersję Dybuka w swobodnym przekładzie poetyckim Ernesta Brylla.
W 1996 Janusz Wiśniewski wyreżyserował Dybuka w Schauspielhaus w Düsseldorfie (Niemcy), Agnieszka Holland wyreżyserowała sztukę An-skiego w Teatrze Telewizji (1999). W 2003 roku Krzysztof Warlikowski zrealizował na motywach sztuki An-skiego i opowiadania Hanny Krall przedstawienie pod tytułem Dybuk, wystawiane we wrocławskim Teatrze Współczesnym i warszawskim Teatrze Rozmaitości.

## Opis fabuły
Fabuła skonstruowana jest według ibsenowskiej techniki dramatu analitycznego – rozwój wypadków prowadzi do stopniowego odkrywania ich źródeł w przeszłości. Dramat przedstawia historię miłości Lei i Chonena. Chonen traci życie, rażony nieziemską siłą, gdy się dowiaduje, że Sender, ojciec Lei, zgodził się na zaręczyny córki z innym kandydatem. Na weselu Chonen wstępuje w ciało Lei jako dybuk. Sender udaje się z córką do cadyka z Miropola, by ten odprawił egzorcyzmy i wypędził ducha. Okazuje się, że tych dwoje młodych ludzi było sobie przeznaczonych jeszcze przed urodzeniem przez przysięgę ojców.

## Inspiracje
Tytułowy dybuk to w folklorze żydowskim duch zmarłego, który nawiedza ciało żyjącej osoby. W latach 1912–1914 An-ski zbierał materiały do badań etnograficznych wśród żydowskich mieszkańców sztetli na Wołyniu i Podolu. W miejscowości Miropol zasłyszał opowieści o dybukach i o tamtejszym cadyku Szmuelu, który podobno umiał je wypędzać. W Jarmolińczu zaś badacze z An-skim na czele zatrzymali się na noc u zamożnego Żyda. Przy kolacji byli świadkami sceny nieśmiałych zalotów ucznia jesziwy do córki gospodarza. Flirt został przerwany stwierdzeniem ojca dziewczyny, że zostanie ona wydana za innego. Jak wspominał później współtowarzysz An-skiego, Joel Engel, w nocy obudził ich płacz dziewczyny. Historia tej niespełnionej miłości wywarła wielkie wrażenie na An-skim, który przez całą noc kreślił notatki. Wtedy zapewne zrodził się pomysł napisania mistycznej legendy dramatycznej.

## Tłumaczenia na język polski
- Sz. An-ski: Na pograniczu dwóch światów (Dybuk). Tłum. Maksymilian Koren. Lwów: Spółka Wydawnicza „Chwila”, 1922. [dostęp 2020-11-10]. Brak numerów stron w książce
- Sz. A. An-ski: Na pograniczu dwóch światów. Dybbuk. Tłum. J. Joelon i J. Rottersman, komentarz J. Joelon. Kraków: Nakład własny, 1922. [dostęp 2020-11-10]. Brak numerów stron w książce
- Szlojme Zajnwil Rapoport (An-ski): Dybuk. Na pograniczu dwóch światów. Tłum. i adaptacja Awiszaj Hadari. Kraków: Wydawnictwo Austeria, 2007. ISBN 978-83-89129-21-5. Brak numerów stron w książce – Przekład z hebrajskiej wersji dramatu autorstwa Chaima Nachmana Bialika.
- Szymon An-ski: Między dwoma światami. Dybuk. W: Włodzimierz Herman: Mój dybuk. W poszukiwaniu tożsamości: drogi, bezdroża, dygresje. Warszawa: Wydawnictwo Naukowe Scholar, 2017, s. 21–92. ISBN 978-83-7383-850-5. – Przekład z jidysz, opracowanie i uwagi inscenizacyjne Włodzimierza Hermana.
- Szymon An-ski: Dybuk. Między dwoma światami. Legenda dramatyczna w 4 aktach. Tłum. Michał Friedman. Warszawa: Agencja Dramatu i Teatru, 2020. ISBN 978-83-60699-45-4. [dostęp 2020-11-10]. Brak numerów stron w książce – Wydanie dwujęzyczne, polsko-jidyszowe.

## Najważniejsze polskie inscenizacje
- 9 grudnia 1920 – Trupa Wileńska (w Teatrze Elizeum w Warszawie), reż. Dawid Herman – światowa prapremiera, w jidysz
- 1957 – Teatr Żydowski w Warszawie, reż. Chewel Buzgan – w jidysz
- 1970 – Teatr Żydowski w Warszawie, reż. Chewel Buzgan – w jidysz
- 1974 – Teatr Żydowski w Warszawie, reż. Szymon Szurmiej – w jidysz
- 1988 – Stary Teatr im. Heleny Modrzejewskiej w Krakowie, reż. Andrzej Wajda
- 1990 – Teatr Żydowski w Warszawie, reż. Szymon Szurmiej – w jidysz
- 1993 – Teatr im. Stefana Jaracza w Łodzi, reż. Waldemar Zawodziński – spektakl z okazji 50. rocznicy powstania w getcie warszawskim
- 2010 – Teatr im. Stefana Jaracza w Łodzi, reż. Mariusz Grzegorzek (premiera 8 maja 2010 r.)
- 2015 – Teatr Żydowski w Warszawie im. Estery i Idy Kamińskich, reż. Maja Kleczewska